# Schermo capacitivo

Principio di funzionamento di uno schermo capacitivo

Uno schermo tattile capacitivo è un particolare schermo tattile che sfrutta la variazione di capacità dielettrica tipica dei condensatori sul vetro dello schermo stesso, che viene ricoperto da un sottile strato di ossido metallico sulla parte esterna. Si contrappone ed è un'evoluzione dello schermo resistivo, il quale necessitava di una pressione dello schermo per rilevare il tocco.
Ai quattro angoli del pannello viene applicata una tensione che si propaga uniforme su tutta la superficie dello schermo per via dell'ossido di metallo; quando il dito o un materiale conduttore di elettricità tocca lo schermo, avviene una variazione di capacità superficiale che viene letta da una matrice di condensatori a film posizionati su un pannello posto al di sotto della superficie del vetro. Questi tipi di schermi sono particolarmente usati negli smartphone e nei tablet di ultima generazione.

## Confronto con lo schermo resistivo

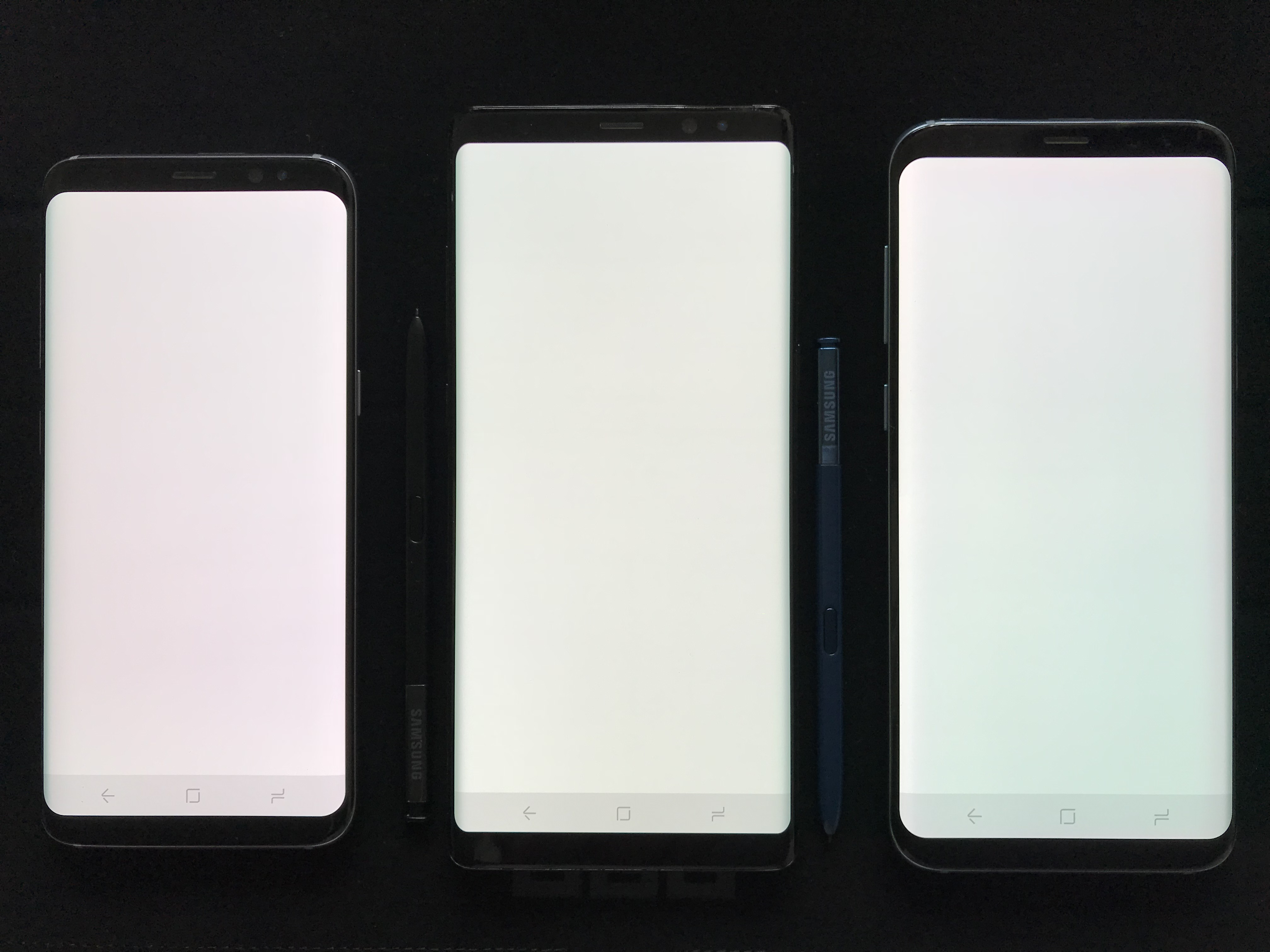
Schermo tattile capacitivo degli smartphone

- Sensibilità al tocco: al contrario dei display resistivi, gli schermi di tipo capacitivo non necessitano di una pressione per rilevare il tocco (il rilevamento può avvenire addirittura senza il contatto con lo schermo). Ciò rende gli schermi capacitivi di gran lunga più sensibili rispetto ai resistivi. Inoltre, mentre per gli schermi con sensore resistivo l'età e l'usura tendono a far peggiorare ulteriormente la sensibilità, gli schermi capacitivi la mantengono pressoché inalterata nel tempo.
- Precisione: superiore per i display resistivi, normalmente è equiparabile al numero dei pixel del display. I capacitivi necessitano di aree più grandi, a meno di usare i pennini conduttori.
- Robustezza: all'incirca equivalente per entrambe le tecnologie. I sensori resistivi necessitano di uno strato flessibile e ciò li rende maggiormente vulnerabili all'usura ed ai graffi. Per contro l'utilizzo di materiali plastici gli rende un'eccellente resistenza a cadute e danni accidentali. I sensori capacitivi, essendo realizzati su vetro, presentano un'ottima resistenza a graffi e ammaccature ma una vulnerabilità maggiore a rotture.
- Vita: gli schermi capacitivi sono superiori in quanto utilizzano principalmente vetro che non subisce usura ed è relativamente insensibile all'utilizzo per tocco/sfregamento. Gli schermi resistivi utilizzano invece materiali plastici flessibili, i quali sono più sensibili sia all'usura che all'invecchiamento; col tempo perdono elasticità (peggiorando la sensibilità) e trasparenza: un uso intensivo di un terminale con schermo resistivo può ridurre del 30% l'elasticità dello schermo già prima di un anno di vita. Va però osservato che la riparazione di uno schermo con sensore resistivo, insieme al costo del sensore stesso, è molto più facile rispetto a quella di uno schermo capacitivo.
- Costo: per una questione di anzianità di servizio, ma anche dei materiali impiegati, lo schermo resistivo ha un prezzo inferiore a quello capacitivo, tra il 20% ed il 50%.
- Multi-touch: gli schermi capacitivi sono in grado di rilevare tocchi multipli: teoricamente non v'è limite al numero di interazioni contemporanee, è solo sufficiente tarare opportunamente i sensori (es. il loro numero). Al contrario, gli schermi resistivi così come sono stati progettati (sono nati come single-touch) non supportano il multi-touch.
- Igiene: gli schermi capacitivi sono pulibili più facilmente rispetto ai resistivi, essendo la loro superficie realizzata in vetro. Va notato che proprio il vetro li rende anche meno sensibili ad eventuali solventi e sostanze chimiche usati per la pulizia che, se inadatti, possono invece provocare danni agli schermi resistivi in plastica.
- Fattori Ambientali: gli schermi resistivi possono lavorare a temperature comprese tra −15 °C e +55 °C con qualsiasi umidità. Quelli capacitivi con temperature comprese tra 0 °C e 35 °C con una umidità di almeno il 5% (nel caso di uso delle dita è quasi sempre garantita).
- Visibilità: i display capacitivi hanno un'ottima visibilità e trasparenza, sia in ambienti chiusi che all'aperto. I display resistivi, a causa del doppio strato protettivo, il quale favorisce la rifrazione della luce, nonché del materiale impiegato, presentano una scarsa resa alla luce del sole e possono a volte apparire leggermente più opachi rispetto agli equivalenti schermi capacitivi. Questi effetti vengono però attenuati con l'introduzione dei display OLED, i quali presentano un'altissima lucentezza.

## Ilmulti-touch
Esistono alcuni particolari schermi capacitivi, definiti multi-touch (letteralmente "multi-tocco" in inglese) capaci di rilevare la presenza sullo schermo di più dita o oggetti contemporaneamente. Questi schermi utilizzano in genere tecnologie capacitive o, più raramente, resistive. Tali tecnologie hardware devono però essere accompagnate da un apposito software di gestione, in genere molto più complesso di quello che accompagna i display single-touch. Questo software deve infatti essere in grado di stabilire la posizione dei punti di contatto processando i dati rilevati dai diversi sensori.